# 計算技術検定
計算技術検定（けいさんぎじゅつけんてい）とは、全国工業高等学校長協会が主催し、文部科学省が後援する、電卓の正しい使い方や計算を合理化するための能力の育成とその技術の向上を目的とした検定試験である。

## 概要
工業に関する学科の多くで受験する検定資格試験で、学校が申し込み学校で受験する。
ジュニアマイスター顕彰制度の対象である。

## 内容
以下、全国工業高等学校長協会計算技術検定実施要項より抜粋
4級
- 四則計算（10分） - 4から6数値の四則計算
- 集計計算（10分） - 積和計算、和・割合計算
- 実務計算（10分） - 比例・反比例の計算、定数とその関連計算、平方・平方根を含む文字式の四則計算

3級
- 四則計算（10分） - 6から12数値の四則計算、固定小数点方式・浮動小数点方式による3から4数値の四則計算
- 関数計算（10分） - 関数値・合成関数を含めた4から6変数の四則計算（三角関数は度数・分・秒・ラジアンによる計算を含む）
- 実務計算（10分） - 平方・平方根に比例・反比例する計算、順列・組合せの計算、文字式の計算、1次式の変形を伴う計算、式の変形

2級
- 関数計算（15分） - n乗・n乗根・n/m乗（n、mは整数）の計算、三角関数・逆三角関数の計算、指数関数・対数関数の計算、順列・組合せの計算、これらを混合した問題
- 方程式と不等式（20分） - 1次方程式・2次方程式・3次方程式の解の計算、連立方程式の解の計算、1次不等式・2次不等式の解の計算、1元2次までの連立方程式の解の計算
- 応用計算（30分） - 式を変形する計算、条件を満足する式を立て変形する計算、三角関数の基礎と三平方の定理に関する問題、これらを混合した問題

1級
- 方程式とその応用（30分） - 設問に則った方程式を立て計算、関数式を立てそれを応用する問題、2次曲線のグラフを応用する問題
- ベクトルと面積・体積（30分） - ベクトルの応用問題、図形の面積・立体の体積を求める式を立てそれを応用する問題、定積分を計算しそれを応用する問題
- 統計処理の3種目（30分） - 平均・標準偏差の計算、度数分布表の読み取りとその応用問題、二項分布・正規分布の応用問題。

各科目100点満点で、それぞれ70点が合格点。1級と2級には科目合格がある。

## 受験料
以下、全国工業高等学校長協会計算技術検定実施要項より抜粋
- 1級 - 1,050円
- 2級 - 740円
- 3級 - 630円
- 4級 - 630円